# IC 1969
IC 1969 ist eine Spiralgalaxie vom Hubble-Typ Sab im Sternbild Horologium am Südsternhimmel. Sie ist schätzungsweise 899 Millionen Lichtjahre von der Milchstraße entfernt und hat einen Durchmesser von etwa 350.000 Lj.
Das Objekt wurde am 6. Dezember 1899 von DeLisle Stewart entdeckt.